# فهرست پرفروش‌ترین فیلم‌های ورزشی
این فهرستی از پرفروش‌ترین فیلم‌های ورزشی تمام دوران، پرفروش‌ترین فرانچایزها و مجموعه‌های فیلم ورزشی، پرفروش‌ترین فیلم‌های ورزشی بر پایهٔ ورزش و پرفروش‌ترین فیلم‌های ورزشی بر پایهٔ سال است.

## پردرآمدترین فیلم‌های ورزشی
در زیر فهرستی از پرفروش‌ترین فیلم‌های ورزشی تاریخ آمده‌است. ورزش‌های موتوری پرتکرارترین ورزش با ۱۲ فیلم در فهرست است، در حالی که راکی پربازدیدترین فرنچایز با پنج فیلم است. متداول‌ترین سال ۲۰۰۶ با چهار فیلم است. فیلم‌های موجود در این فهرست همگی از ۱۹۷۷ اکران سینمایی (شامل اکران مجدد) داشته‌اند. فیلم‌هایی که از آن زمان تاکنون پخش نشده‌اند، به دلیل عدم توجه به تورم قیمت بلیت، نمایش داده نمی‌شوند.
| فیلم                             | سال  | فروش جهانی   | Ref    | ورزش‌ها                         |
| -------------------------------- | ---- | ------------ | ------ | ------------------------------ |
| بازی‌های گرسنگی: اشتعال           | ۲۰۱۳ | $۸۶۵٬۰۱۱٬۷۴۶ | [ ۱ ]  | نبرد سلطنتی                    |
| بازی‌های گرسنگی: زاغ مقلد – بخش ۱ | ۲۰۱۴ | $۷۵۵٬۳۵۶٬۷۱۱ | [ ۲ ]  | نبرد سلطنتی                    |
| بازی‌های گرسنگی                   | ۲۰۱۲ | $۶۹۴٬۳۹۴٬۷۲۴ | [ ۳ ]  | نبرد سلطنتی                    |
| فارست گامپ                       | ۱۹۹۴ | $۶۷۸٬۲۲۲٬۲۸۴ | [ ۴ ]  | فوتبال آمریکایی / تنیس روی میز |
| بازی‌های گرسنگی: زاغ مقلد – بخش ۲ | ۲۰۱۵ | $۶۵۳٬۴۲۸٬۲۶۱ | [ ۵ ]  | بتل رویال                      |
| کازینو رویال                     | ۲۰۰۶ | $۶۱۶٬۵۰۱٬۶۱۹ | [ ۶ ]  | قمار                           |
| بازیکن شماره یک آماده            | ۲۰۱۸ | $۵۸۲٬۸۹۰٬۱۷۲ | [ ۷ ]  | ورزش الکترونیک                 |
| ماشین‌ها ۲                        | ۲۰۱۱ | $۵۶۲٬۱۱۰٬۵۵۷ | [ ۸ ]  | مسابقه موتورسواری              |
| ماشین‌ها                          | ۲۰۰۶ | $۴۶۲٬۲۱۶٬۲۸۰ | [ ۹ ]  | مسابقه موتورسواری              |
| گلادیاتور                        | ۲۰۰۰ | $۴۶۰٬۵۸۳٬۹۶۰ | [ ۱۰ ] | گلادیاتور                      |
| آلیتا: فرشته جنگ                 | ۲۰۱۹ | $۴۰۴٬۸۵۲٬۵۴۳ | [ ۱۱ ] | بتل رویال / مسابقه موتورسواری  |
| ماشین‌ها ۳                        | ۲۰۱۷ | $۳۸۳٬۹۳۰٬۶۵۶ | [ ۱۲ ] | مسابقه موتورسواری              |
| میلیونر زاغه‌نشین                 | ۲۰۰۸ | $۳۷۸٬۰۲۱٬۳۸۵ | [ ۱۳ ] | مسابقه تلویزیونی               |
| سریع و خشمگین ۴                  | ۲۰۰۹ | $۳۶۳٬۱۶۴٬۲۶۵ | [ ۱۴ ] | مسابقه موتورسواری              |
| بچه کاراته‌کار                    | ۲۰۱۰ | $۳۵۹٬۱۲۶٬۰۲۲ | [ ۱۵ ] | فیلم رزمی                      |
| اژدها وارد می‌شود                 | ۱۹۷۳ | $۳۵۰٬۰۰۰٬۰۰۰ | [ ۱۶ ] | فیلم رزمی                      |
| تریپل اکس: بازگشت زندر کیج       | ۲۰۱۷ | $۳۴۵٬۹۶۳٬۸۵۱ | [ ۱۷ ] | ورزش‌های مخاطره‌آمیز             |
| دنگل                             | ۲۰۱۶ | $۳۴۰٬۰۰۰٬۰۰۰ | [ ۱۸ ] | کشتی                           |
| نقطه کور                         | ۲۰۰۹ | $۳۰۹٬۲۰۸٬۳۰۹ | [ ۱۹ ] | فوتبال آمریکایی                |
| راکی ۴                           | ۱۹۸۵ | $۳۰۰٬۴۷۳٬۷۱۶ | [ ۲۰ ] | بوکس                           |
| اسموکی و بندیت                   | ۱۹۷۷ | $۳۰۰٬۰۰۰٬۰۰۰ | [ ۲۱ ] | مسابقه موتورسواری              |
| پولاد ناب                        | ۲۰۱۱ | $۲۹۹٬۲۶۸٬۵۰۸ | [ ۲۲ ] | بوکس                           |
| توربو                            | ۲۰۱۳ | $۲۸۲٬۵۷۰٬۶۸۲ | [ ۲۳ ] | مسابقه موتورسواری              |
| تریپل اکس                        | ۲۰۰۲ | $۲۷۷٬۴۴۸٬۳۸۲ | [ ۲۴ ] | ورزش‌های افراطی                 |
| جری مگوایر                       | ۱۹۹۶ | $۲۷۳٬۵۵۲٬۵۹۲ | [ ۲۵ ] | فوتبال آمریکایی                |
| راکی ۳                           | ۱۹۸۲ | $۲۷۰٬۰۰۰٬۰۰۰ | [ ۲۶ ] | بوکس                           |
| هواپیماها                        | ۲۰۱۳ | $۲۳۹٬۲۵۸٬۷۱۲ | [ ۲۷ ] | مسابقه هوایی                   |
| تب شب یکشنبه                     | ۱۹۷۷ | $۲۳۷٬۱۱۳٬۱۸۴ | [ ۲۸ ] | مسابقه رقص                     |
| ۲ سریع و ۲ خشمگین                | ۲۰۰۳ | $۲۳۶٬۳۵۰٬۶۶۱ | [ ۲۹ ] | مسابقه موتورسواری              |
| هرج‌ومرج فضایی                    | ۱۹۹۶ | $۲۳۰٬۴۱۸٬۳۴۲ | [ ۳۰ ] | بسکتبال                        |
| فورد در برابر فراری              | ۲۰۱۹ | $۲۲۵٬۵۰۸٬۲۱۰ | [ ۳۱ ] | مسابقه موتورسواری              |
| راکی                             | ۱۹۷۶ | $۲۲۵٬۰۰۰٬۰۰۰ | [ ۳۲ ] | بوکس                           |
| محبوب میلیون دلاری               | ۲۰۰۴ | $۲۱۶٬۷۶۳٬۶۴۶ | [ ۳۳ ] | بوکس                           |
| کرید ۲                           | ۲۰۱۸ | $۲۱۴٬۱۱۵٬۸۸۹ | [ ۳۴ ] | بوکس                           |
| سریع و خشمگین                    | ۲۰۰۱ | $۲۰۷٬۲۸۳٬۹۲۵ | [ ۳۵ ] | مسابقه موتورسواری              |
| راکی ۲                           | ۱۹۷۹ | $۲۰۰٬۱۸۲٬۱۶۰ | [ ۳۲ ] | بوکس                           |
| طولانی‌ترین فاصله                 | ۲۰۰۵ | $۱۹۰٬۳۲۰٬۵۶۸ | [ ۳۶ ] | فوتبال آمریکایی                |
| آبدارچی                          | ۱۹۹۸ | $۱۸۵٬۹۹۱٬۶۴۶ | [ ۳۷ ] | فوتبال آمریکایی                |
| ایپ من ۴: نهایی                  | ۲۰۱۹ | $۱۷۶٬۳۴۵٬۹۶۶ | [ ۳۸ ] | هنرهای رزمی                    |
| کرید                             | ۲۰۱۵ | $۱۷۳٬۵۶۷٬۵۸۱ | [ ۳۹ ] | بوکس                           |
| داج بال: داستان یک بازنده واقعی  | ۲۰۰۴ | $۱۶۷٬۷۲۲٬۳۱۰ | [ ۴۰ ] | وسطی                           |
| شب‌های تالادگا                    | ۲۰۰۶ | $۱۶۲٬۹۶۶٬۱۷۷ | [ ۴۱ ] | مسابقه موتورسواری              |
| مسیر کاننبال                     | ۱۹۸۱ | $۱۶۰٬۰۰۰٬۰۰۰ | [ ۴۲ ] | مسابقه موتورسواری              |
| ۲۱                               | ۲۰۰۸ | $۱۵۹٬۸۰۸٬۳۷۰ | [ ۴۳ ] | قمار                           |
| سریع و خشمگین: توکیو دریفت       | ۲۰۰۶ | $۱۵۸٬۴۶۸٬۲۹۲ | [ ۴۴ ] | دریفت                          |
| ایپ من ۳                         | ۲۰۱۵ | $۱۵۷٬۳۰۰٬۹۵۴ | [ ۴۵ ] | هنرهای رزمی                    |
| هرج‌ومرج فضایی: میراثی جدید       | ۲۰۲۱ | $۱۵۶٬۲۶۱٬۳۷۱ | [ ۴۶ ] | بسکتبال                        |
| راکی بالبوآ                      | ۲۰۰۶ | $۱۵۵٬۷۲۰٬۰۸۸ | [ ۴۷ ] | بوکس                           |
| رقابت سرد                        | ۱۹۹۳ | $۱۵۴٬۸۵۶٬۲۶۳ | [ ۴۸ ] | بابسلد                         |
| موج‌سواری                         | ۲۰۰۷ | $۱۴۹٬۰۴۴٬۵۱۳ | [ ۴۹ ] | موج‌سواری                       |

## پردرآمدترین فیلم‌های ورزشی بر پایهٔ ورزش
در زیر فهرستی از پرفروش‌ترین فیلم‌های ورزشی آمده‌است. توجه داشته باشید که برخی از فیلم‌ها دارای بیش از یک ورزش هستند بنابراین می‌توانند بیش از یک بار در لیست قرار بگیرند.
| ورزش              | فیلم                            | سال  | فروش جهانی     | Ref           |
| ----------------- | ------------------------------- | ---- | -------------- | ------------- |
| مسابقه هوایی      | هواپیماها                       | ۲۰۱۳ | $۲۳۹٬۲۵۸٬۷۱۲   | [ ۵۰ ]        |
| فوتبال آمریکایی   | فارست گامپ                      | ۱۹۹۴ | $۶۷۸٬۲۲۲٬۲۸۴   | [ ۴ ]         |
| فوتبال            | مثل بکام کات‌دار بزن             | ۲۰۰۲ | $۷۶٬۵۸۳٬۳۳۳    | [ ۵۱ ]        |
| فوتبال استرالیایی | قوانین استرالیا                 | ۲۰۰۲ | $۲۴۳٬۷۴۸       | [ ۵۲ ]        |
| بیسبال            | لیگ خودشان                      | ۱۹۹۲ | $۱۳۲٬۴۴۰٬۰۶۹   | [ ۵۳ ]        |
| بسکتبال           | هرج‌ومرج فضایی                   | ۱۹۹۶ | $۲۳۰٬۴۱۸٬۳۴۲   | [ ۵۴ ]        |
| نبرد سلطنتی       | بازی‌های گرسنگی: اشتعال          | ۲۰۱۳ | $۸۶۵٬۰۱۱٬۷۴۶   | [ ۱ ]         |
| قایق‌سواری         | مدیسون                          | ۲۰۰۱ | $۵۱۷٬۲۶۲       | [ ۵۵ ]        |
| بابسلد            | رقابت سرد                       | ۱۹۹۳ | $۱۵۴٬۸۵۶٬۲۶۳   | [ ۵۶ ]        |
| بولینگ            | لبوفسکی بزرگ                    | ۱۹۹۶ | $۴۶٬۱۸۹٬۵۶۸    | [ ۵۷ ]        |
| بوکس              | راکی ۴                          | ۱۹۸۵ | $۳۰۰٬۴۷۳٬۷۱۶   | [ ۲۰ ]        |
| ارابه‌رانی         | بن هور                          | ۱۹۵۹ | $۱۴۶٬۹۰۰٬۰۰۰   | [ ۵۸ ]        |
| کریکت             | دونی: داستان ناگفته             | ۲۰۱۶ | $۳۱٬۲۱۹٬۵۹۳    | [ ۵۹ ]        |
| بیلیارد           | رنگ پول                         | ۱۹۸۶ | $۵۲٬۲۹۳٬۹۸۲    | [ ۶۰ ]        |
| کرلینگ            | مردان با جارو                   | ۲۰۰۲ | $۴٬۲۴۵٬۸۷۰     | [ ۶۱ ]        |
| مسابقه رقص        | تب شب یکشنبه                    | ۱۹۷۷ | $۲۳۷٬۱۱۳٬۱۸۴   | [ ۲۸ ]        |
| دارت              | هارتلندس                        | ۲۰۰۳ | $۱۱۲٬۸۷۰       | [ ۶۲ ]        |
| سگ سورتمه         | سگ‌های برفی                      | ۲۰۰۲ | $۱۱۶٬۸۹۸٬۰۲۸   | [ ۶۳ ]        |
| وسطی              | داج بال: داستان یک بازنده واقعی | ۲۰۰۴ | $۱۶۷٬۷۲۲٬۳۱۰   | [ ۶۴ ]        |
| دریفت             | سریع و خشمگین: توکیو دریفت      | ۲۰۰۶ | $۱۵۸٬۴۶۸٬۲۹۲   | [ ۴۴ ]        |
| ورزش الکترونیک    | بازیکن شماره یک آماده           | ۲۰۱۸ | $۵۸۲٬۸۹۰٬۱۷۲   | [ ۷ ]         |
| ورزش مخاطره‌آمیزs  | تریپل اکس: بازگشت زندر کیج      | ۲۰۱۷ | $۳۴۵٬۹۶۳٬۸۵۱   | [ ۱۷ ]        |
| شمشیربازی         | شمشیرباز                        | ۲۰۱۵ | $۱٬۲۸۹٬۰۱۴     | [ ۶۵ ]        |
| هاکی روی چمن      | هند، به پیش!                    | ۲۰۰۷ | $۲۷٬۰۴۵٬۰۰۰    | [ ۶۶ ]        |
| ماهی‌گیری          | ورزش دلپذیر مردان؟              | ۱۹۶۴ | $۶٬۰۰۰٬۰۰۰     | [ ۶۷ ]        |
| مسابقه غذا        | یه طوفان درست کن                | ۲۰۱۷ | $۱۸٬۱۰۲٬۵۲۱    | [ الف ]       |
| قمار              | کازینو رویال                    | ۲۰۰۶ | $۶۱۶٬۵۰۱٬۶۱۹   | [ ۶ ]         |
| مسابقه تلویزیونی  | میلیونر زاغه‌نشین                | ۲۰۰۸ | $۳۷۸٬۰۲۱٬۳۸۵   | [ ۱۳ ]        |
| گلادیاتور         | گلادیاتور                       | ۲۰۰۰ | $۴۶۰٬۵۸۳٬۹۶۰   | [ ۱۰ ]        |
| گلف               | جام کوچک                        | ۱۹۹۶ | $۵۳٬۸۵۴٬۵۸۸    | [ ۶۸ ]        |
| ژیمناستیک         | آن را بچسبان                    | ۲۰۰۶ | $۳۱٬۹۷۶٬۸۴۸    | [ ۶۹ ]        |
| هندبال            | لحظه برای همیشه                 | ۲۰۰۸ | $۲۷٬۲۵۹٬۳۰۰    | [ ۷۰ ]        |
| مسابقه اسب‌دوانی   | سیبیسکوت                        | ۲۰۰۳ | $۱۴۸٬۳۳۶٬۴۴۵   | [ ۷۱ ]        |
| هاکی روی یخ       | معجزه                           | ۲۰۰۴ | $۶۴٬۳۷۸٬۰۹۳    | [ ۷۲ ]        |
| اسکیت روی یخ      | تیغ شهرت                        | ۲۰۰۷ | $۱۴۵٬۷۰۸٬۶۴۲   | [ ۷۳ ]        |
| جوستینگ           | داستان یک شوالیه                | ۲۰۰۱ | $۱۱۷٬۴۸۷٬۴۷۳   | [ ۷۴ ]        |
| فیلم رزمی         | بچه کاراته‌کار                   | ۲۰۱۰ | $۳۵۹٬۱۲۶٬۰۲۲   | [ ۱۵ ]        |
| ورزش‌های موتوری    | خشمگین ۷                        | ۲۰۱۵ | $۱٬۵۱۶٬۰۴۵٬۹۱۱ | [ ۷۵ ]        |
| تنیس روی میز      | فارست گامپ                      | ۱۹۹۴ | $۶۷۸٬۲۲۲٬۲۸۴   | [ ۴ ]         |
| رول‌اسکیت          | رول بانس                        | ۲۰۰۵ | $۱۷٬۵۰۰٬۸۶۶    | [ ۷۶ ]        |
| راگبی             | شکست‌ناپذیر                      | ۲۰۰۹ | $۱۲۲٬۲۳۳٬۹۷۱   | [ ۷۷ ]        |
| موج‌سواری          | موج‌سواری                        | ۲۰۰۷ | $۱۴۹٬۰۴۴٬۵۱۳   | [ ۷۸ ]        |
| اسکی پرش          | ادی عقاب                        | ۲۰۱۶ | $۴۶٬۱۵۲٬۸۰۰    | [ ۷۹ ]        |
| سافت‌بال           | لیگ آبجو                        | ۲۰۰۶ | $۴۷۲٬۱۸۵       | [ ۸۰ ]        |
| دو و میدانی       | ارابه‌های آتش                    | ۱۹۸۱ | $۵۹٬۳۰۳٬۳۵۹    | [ ۸۱ ]        |
| ورزش سه‌گانه       | لوکا                            | ۲۰۲۱ | $۴۸٬۱۱۵٬۶۴۸    | [ ۸۲ ]        |
| والیبال           | جهش                             | ۲۰۲۰ | $۱۲۸٬۱۷۸٬۸۸۲   | [ ۸۳ ] [ ۸۴ ] |
| کشتی              | دنگل                            | ۲۰۱۷ | $۳۴۰٬۰۰۰٬۰۰۰   | [ ۱۸ ]        |

## پردرآمدترین فیلم‌های ورزشی بر پایهٔ سال
در زیر فهرستی از پرفروش‌ترین فیلم‌های ورزشی به تفکیک سال آمده است. ورزش‌های موتوری پربازدیدترین ورزش با هفده فیلم در فهرست هستند و مجموعه سریع و خشمگین بیش از هر فرنچایز دیگری، با هفت فیلم در فهرست، بیشترین تعداد را دارد.
| سال     | فیلم                                        | فروش جهانی                   | ورزش‌ها                         | بودجه                   | Ref                              |
| ------- | ------------------------------------------- | ---------------------------- | ------------------------------ | ----------------------- | -------------------------------- |
| ۱۹۴۴    | ولوت ملی                                    | $۵٬۸۴۰٬۰۰۰R                  | مسابقه اسب‌دوانی                | $۲٬۷۷۰٬۰۰۰              | [ ۸۵ ]                           |
| 1945    | TBD                                         | TBD                          | TBD                            | TBD                     | TBD                              |
| 1946    | بچه از بروکلین                              | $۵٬۴۹۰٬۰۰۰R                  | بوکس                           | $۱٬۴۵۰٬۰۰۰              | [ ۸۶ ] [ ۸۷ ]                    |
| ۱۹۴۷–۴۸ | TBD                                         | TBD                          | TBD                            | TBD                     | TBD                              |
| ۱۹۴۹    | داستان استراتون                             | $۴٬۴۸۸٬۰۰۰R                  | بیسبال                         | $۱٬۷۷۱٬۰۰۰              | [ ۸۵ ]                           |
| ۱۹۵۰-۵۶ | TBD                                         | TBD                          | TBD                            | TBD                     | TBD                              |
| ۱۹۵۷    | عصر جدید                                    | ۱۱۳۴۰۰۰۰ دلار آمریکا         | اسب‌دوانی / موتورسواری          | TBD                     | [ ۸۸ ] [ ۸۹ ]                    |
| ۱۹۵۸    | TBD                                         | TBD                          | TBD                            | TBD                     | TBD                              |
| ۱۹۵۹    | بن هور                                      | $۱۴۶٬۹۰۰٬۰۰۰                 | ارابه‌رانی                      | $۱۵٬۲۰۰٬۰۰۰             | [ ۵۸ ] [ ۹۰ ] [ ۸۵ ]             |
| 1960–63 | TBD                                         | TBD                          | TBD                            | TBD                     | TBD                              |
| ۱۹۶۴    | ورزش دلپذیر مردان؟                          | $۶٬۰۰۰٬۰۰۰ *                 | ماهی‌گیری                       | TBD                     | [ ۶۷ ]                           |
| ۱۹۶۵    | مسابقه بزرگ                                 | $۲۵٬۳۰۰٬۰۰۰*                 | موتورسواری                     | $۱۲٬۰۰۰٬۰۰۰             | [ ۹۱ ] [ ۹۲ ]                    |
| ۱۹۶۶    | جایزه بزرگ                                  | $۲۰٬۸۰۰٬۰۰۰*                 | موتورسواری                     | TBD                     | [ ۹۳ ]                           |
| ۱۹۶۷    | کازینو رویال                                | $۴۱٬۷۰۰٬۰۰۰                  | قمار                           | TBD                     | [ ۹۴ ]                           |
| ۱۹۶۸    | ماشین سحرآمیز                               | $۵۱٬۲۶۴٬۰۲۲ ($۵۱٬۲۶۴٬۰۰۰)    | موتورسواری                     | TBD                     | [ ۹۵ ] [ ۹۶ ]                    |
| ۱۹۶۹    | پیروزی                                      | $۱۴٬۶۰۰٬۰۰۰*                 | موتورسواری                     | TBD                     | [ ۹۷ ]                           |
| ۱۹۷۰    | امید سفید بزرگ                              | $۹٬۳۲۵٬۰۰۰ R                 | بوکس                           | $9,870,000              | [ ۹۸ ] [ ۹۹ ]                    |
| ۱۹۷۱    | لو مان                                      | $۵٬۵۰۰٬۰۰۰R*                 | موتورسواری                     | TBD                     | [ ۱۰۰ ]                          |
| ۱۹۷۲    | راه اژدها                                   | $۱۳۰٬۰۰۰٬۰۰۰                 | فیلم رزمی                      | TBD                     | [ ۱۰۱ ]                          |
| ۱۹۷۳    | اژدها وارد می‌شود                            | $۳۵۰٬۰۰۰٬۰۰۰                 | هنرهای رزمی                    | $۸۵۰٬۰۰۰                | [ ۱۶ ]                           |
| 1974    | TBD                                         | TBD                          | TBD                            | TBD                     | TBD                              |
| ۱۹۷۵    | مسابقه بزرگ در پینچ‌کلیف                     | $۶٬۴۳۹٬۰۶۹                   | مسابقه موتورسواری              | TBD                     | [ ۱۰۲ ]                          |
| ۱۹۷۶    | راکی                                        | $۲۲۵٬۰۰۰٬۰۰۰ ($77,100,000) R | بوکس                           | $۹۶۰٬۰۰۰                | (معادل $۴٫۹۴ میلیون در ۲۰۲۲)     |
| ۱۹۷۷    | اسموکی و بندیت                              | $۳۰۰٬۰۰۰٬۰۰۰                 | موتورسواری                     | $4,300,000              | [ ۲۱ ]                           |
| ۱۹۷۸    | بازی مرگ                                    | $۴۰٬۳۴۷٬۰۳۴                  | هنرهای رزمی                    | $850,000                | [ ب ] [ ۱۰۴ ]                    |
| ۱۹۷۹    | راکی ۲                                      | $۲۰۰٬۱۸۲٬۱۶۰                 | بوکس                           | TBD                     | [ ۳۲ ]                           |
| 1980    | اسموکی و راهزن دوم                          | $۶۶٬۱۳۲٬۶۲۶                  | موتورسواری                     | TBD                     | [ ۱۰۵ ]                          |
| ۱۹۸۱    | مسیر کاننبال                                | $۱۶۰٬۰۰۰٬۰۰۰                 | موتورسواری                     | $۱۶٬۰۰۰٬۰۰۰-$18,000,000 | [ ۴۲ ]                           |
| ۱۹۸۲    | راکی ۳                                      | $۲۷۰٬۰۰۰٬۰۰۰                 | بوکس                           | TBD                     | [ ۲۶ ]                           |
| ۱۹۸۳    | بازگشت اسب سیاه                             | $۱۲٬۰۴۹٬۵۱۴ ($۱۲٬۰۴۹٬۱۰۸)    | اسب‌دوانی                       | TBD                     | [ ۱۰۶ ]                          |
| ۱۹۸۴    | بچه کاراته‌کار                               | $۹۱٬۰۷۷٬۲۷۶                  | هنرهای رزمی                    | $8,000,000              | [ ۱۰۷ ] [ ۱۰۸ ]                  |
| ۱۹۸۵    | راکی ۴                                      | $۳۰۰٬۴۷۳٬۷۱۶                 | بوکس                           | $28,000,000             | [ ۲۰ ] [ ۱۰۹ ]                   |
| ۱۹۸۶    | بچه کاراته‌کار، قسمت دوم                     | $۱۱۵٬۱۰۳٬۹۷۹                 | هنرهای رزمی                    | TBD                     | [ ۱۱۰ ]                          |
| 1987    | دراگون بال: شاهزاده خانم خفته در قلعه شیطان | $۱۵٬۰۰۰٬۰۰۰                  | هنرهای رزمی                    | TBD                     | [ پ ]                            |
| ۱۹۸۸    | رینگ خونین                                  | $۵۰٬۰۰۰٬۰۰۰                  | هنرهای رزمی                    | $۱٬۵۰۰٬۰۰۰-$2,300,000   | [ ۱۱۱ ] [ ۱۱۲ ] [ نیازمند منبع ] |
| 1989    | سرزمین رؤیاها                               | $84,431,625                  | بیسبال                         | $15,000,000             | [ ۱۱۳ ] [ ۱۱۴ ] [ ۱۱۵ ]          |
| ۱۹۹۰    | راکی ۵                                      | $۱۱۹٬۹۴۶٬۳۵۸                 | بوکس                           | TBD                     | [ ۱۱۶ ]                          |
| ۱۹۹۱    | دراگون بال زد: لرد اسلاگ                    | $۱۶٬۴۰۰٬۰۰۰                  | هنرهای رزمی                    | TBD                     | [ ت ]                            |
| ۱۹۹۲    | لیگ خودشان                                  | $۱۳۲٬۴۴۰٬۰۶۹                 | بیسبال                         | $40,000,000             | [ ۵۳ ]                           |
| ۱۹۹۳    | رقابت سرد                                   | $۱۵۴٬۸۵۶٬۲۶۳                 | بابسلد                         | $14,000,000             | [ ۵۶ ]                           |
| ۱۹۹۴    | فارست گامپ                                  | $۶۷۸٬۲۲۲٬۲۸۴ ($۶۷۷٬۳۸۷٬۷۱۶)  | فوتبال آمریکایی / تنیس روی میز | $55,000,000             | [ ۴ ]                            |
| ۱۹۹۵    | مورتال کامبت                                | $۱۲۲٬۱۹۵٬۹۲۰                 | هنرهای رزمی                    | TBD                     | [ ۱۱۷ ]                          |
| ۱۹۹۶    | جری مگوایر                                  | $۲۷۳٬۵۵۲٬۵۹۲                 | فوتبال آمریکایی                | $50,000,000             | [ ۲۵ ]                           |
| ۱۹۹۷    | مورتال کامبت: نابودی                        | $۵۱٬۳۷۶٬۸۶۱                  | هنرهای رزمی                    | $30,000,000             | [ ۱۱۸ ] [ ۱۱۹ ]                  |
| ۱۹۹۸    | آبدارچی                                     | $۱۸۵٬۹۹۱٬۶۴۶                 | فوتبال آمریکایی                | $23,000,000             | [ ۳۷ ]                           |
| ۱۹۹۹    | باشگاه مبارزه                               | $۱۱۱٬۵۷۱٬۶۸۴ ($۱۰۰٬۸۵۳٬۷۵۳)  | بوکس                           | $63,000,000             | [ ۱۲۰ ]                          |
| ۲۰۰۰    | گلادیاتور                                   | $۴۶۰٬۵۸۳٬۹۶۰                 | گلادیاتور                      | $103,000,000            | [ ۱۰ ]                           |
| ۲۰۰۱    | سریع و خشمگین                               | $۲۰۷٬۲۸۳٬۹۲۵                 | موتورسواری                     | $38,000,000             | [ ۳۵ ]                           |
| ۲۰۰۲    | تریپل اکس                                   | $۲۷۷٬۴۴۸٬۳۸۲                 | ورزش‌های افراطی                 | $70,000,000             | [ ۲۴ ]                           |
| ۲۰۰۳    | ۲ سریع و ۲ خشمگین                           | $۲۳۶٬۳۵۰٬۶۶۱                 | موتورسواری                     | $76,000,000             | [ ۲۹ ]                           |
| ۲۰۰۴    | محبوب میلیون دلاری                          | $۲۱۶٬۷۶۳٬۶۴۶                 | بوکس                           | $30,000,000             | [ ۳۳ ]                           |
| ۲۰۰۵    | طولانی‌ترین فاصله                            | $۱۹۰٬۳۲۰٬۵۶۸                 | فوتبال آمریکایی                | $82,000,000             | [ ۳۶ ]                           |
| ۲۰۰۶    | کازینو رویال                                | $۶۱۶٬۵۰۱٬۶۱۹ ($۶۰۶٬۰۹۹٬۵۸۴)  | قمار                           | $150,000,000            | [ ۶ ]                            |
| ۲۰۰۷    | موج‌سواری                                    | $۱۴۹٬۰۴۴٬۵۱۳                 | موج‌سواری                       | $100,000,000            |                                  |
| ۲۰۰۸    | میلیونر زاغه‌نشین                            | $378,021,385                 | مسابقه تلویزیونی               | $15,000,000             | [ ۱۳ ]                           |
| ۲۰۰۹    | سریع و خشمگین ۴                             | $۳۶۳٬۱۶۴٬۲۶۵                 | موتورسواری                     | $85,000,000             | [ ۱۴ ]                           |
| ۲۰۱۰    | بچه کاراته‌کار                               | $۳۵۹٬۱۲۶٬۰۲۲                 | هنرهای رزمی                    | $40,000,000             | [ ۱۲۳ ]                          |
| ۲۰۱۱    | ماشین‌ها ۲                                   | $۵۵۹٬۸۵۲٬۳۹۶                 | موتورسواری                     | $200,000,000            | [ ۱۲۴ ] [ ۱۲۵ ]                  |
| ۲۰۱۲    | بازی‌های گرسنگی                              | $۶۹۴٬۳۹۴٬۷۲۴                 | نبرد سلطنتی                    | $78,000,000             | [ ۳ ]                            |
| ۲۰۱۳    | بازی‌های گرسنگی: اشتعال                      | $۸۶۵٬۰۱۱٬۷۰۶                 | بتل رویال                      | $140,000,000            | [ ۱ ]                            |
| ۲۰۱۴    | بازی‌های گرسنگی: زاغ مقلد – بخش ۱            | $۷۵۵٬۳۵۶٬۷۱۱                 | بتل رویال                      | $125,000,0000           | [ ۱۲۶ ]                          |
| ۲۰۱۵    | بازی‌های گرسنگی: زاغ مقلد – بخش ۲            | $۶۵۸٬۳۴۴٬۱۳۷                 | موتورسواری                     | $160,000,000            | [ ۱۲۷ ]                          |
| ۲۰۱۶    | دنگل                                        | $۳۴۰٬۰۰۰٬۰۰۰                 | کشتی                           | TBD                     | [ ۱۸ ]                           |
| ۲۰۱۷    | ماشین‌ها ۳                                   | $۳۸۳٬۹۳۰٬۶۵۶                 | موتورسواری                     | $175,000,000            | [ ۱۲۸ ] [ ۱۲۹ ]                  |
| ۲۰۱۸    | بازیکن شماره یک آماده                       | $۵۸۲٬۸۹۰٬۱۷۲                 | ورزش الکترونیک                 | $175,000,000            | [ ۷ ]                            |
| ۲۰۱۹    | آلیتا: فرشته جنگ                            | $۴۰۴٬۸۵۲٬۵۴۳                 | بتل رویال / مسابقه موتورسواری  | $170,000,000            | [ ۱۱ ]                           |
| ۲۰۲۰    | جهش                                         | $۱۲۸٬۱۷۸٬۸۸۲                 | والیبال                        | TBD                     | [ ۸۳ ] [ ۱۳۰ ]                   |
| ۲۰۲۱    | هرج‌ومرج فضایی: میراثی جدید                  | $۱۵۶٬۲۶۱٬۳۷۱                 | بسکتبال                        | $150,000,000            | [ ۱۳۱ ] [ ۱۳۲ ]                  |

R تنها فروش گیشه. 

* فقط فروش ایالات متحده و کانادا. 

TBD هنوز مشخص نشده. 